# Municipio de Buffalo (condado de Cloud)
El municipio de Buffalo (en inglés: Buffalo Township) es un municipio ubicado en el condado de Cloud en el estado estadounidense de Kansas. En el año 2010 tenía una población de 112 habitantes y una densidad poblacional de 1 personas por km².

## Geografía
El municipio de Buffalo se encuentra ubicado en las coordenadas 39°34′39″N 97°46′19″O / 39.57750, -97.77194. Según la Oficina del Censo de los Estados Unidos, el municipio tiene una superficie total de 112.56 km², de la cual 112,11 km² corresponden a tierra firme y (0,4 %) 0,45 km² es agua.

## Demografía
Según el censo de 2010, había 112 personas residiendo en el municipio de Buffalo. La densidad de población era de 1 hab./km². De los 112 habitantes, el municipio de Buffalo estaba compuesto por el 91,07 % blancos, el 1,79 % eran afroamericanos, el 5,36 % eran de otras razas y el 1,79 % eran de una mezcla de razas. Del total de la población el 5,36 % eran hispanos o latinos de cualquier raza.